# Moritz Würdinger
Moritz Würdinger (* 16. August 2001) ist ein österreichischer Fußballspieler.

## Karriere
Würdinger begann seine Karriere beim SV Kematen am Innbach. 2015 kam er in die AKA Linz, in der er fortan sämtliche Altersstufen durchlief.
Ab der Saison 2018/19 sollte er zusätzlich für den FC Juniors OÖ in der 2. Liga zum Einsatz kommen. Sein Debüt in der zweithöchsten Spielklasse gab er im September 2018, als er am achten Spieltag jener Saison gegen den FC Liefering in der 89. Minute für Leon Ilić eingewechselt wurde. Für die Juniors kam er insgesamt zu 67 Zweitligaeinsätzen. Nach der Saison 2021/22 zog sich das Team aus der 2. Liga zurück, woraufhin Würdinger in den Kader des nun drittklassigen Nachfolgers LASK Amateure OÖ rückte.
Im Oktober 2022 stand er erstmals im Kader der Bundesligaprofis des LASK. Für die Profis sollte er aber nie zum Einsatz kommen. Für die Amateure machte er in der Regionalliga insgesamt 53 Spiele.
Zur Saison 2024/25 wechselte Würdinger zum Zweitligisten SKU Amstetten.